# Петрологија
Петрологија (грчки πέτρα, петра, стена; λόγος, логос, сазнање (расправа, дискусија) је наука која се бави изучавањем стена и условима њиховог настанка. Постоје три дела петрологије које одговарају изучавању три типа стена - петрологија магматских стена, петрологија седиментних стена и петрологија метаморфних стена.
Петрологија користи класичне области минералогије, петрографије,
 оптичке минералогије и хемијских анализа за идентификацију састава и текстуре стена. Петролози данас такође изучавају и основе геохемије и геофизике при студијама геохемијских процеса и циклуса, али и користе термодинамику и експерименте за боље разумевање настанка стена.

## Залеђина
Литологија је некада била приближно синоним за петрографију, али у садашњој употреби, литологија се фокусира на макроскопске ручне узорке или опис стена у скали избочина, док је петрографија специјалност која се бави микроскопским детаљима.
У нафтној индустрији, литологија, или тачније каталогирање блата, је графички приказ геолошких формација које се пробуше и цртају у документу који се зове муљни запис. Како се резови циркулишу из бушотине, они се узоркују, испитују (обично под 10× микроскопом) и хемијски тестирају када је потребно.

## Методологија
Петрологија користи поља минералогије, петрографије, оптичке минералогије и хемијске анализе да опише састав и текстуру стена. Петролози такође укључују принципе геохемије и геофизике кроз проучавање геохемијских трендова и циклуса и коришћење термодинамичких података и експеримената како би боље разумели порекло стена.

## Гране
Постоје три гране петрологије, које кореспондирају са три типа стена: магматске, метаморфне и седиментне, и друга која се бави експерименталним техникама:
- Магматска петрологија се фокусира на састав и текстуру магматских стена (стене као што су гранит или базалт које су кристалисале из растопљене стене или магме).[13][14] Магматске стене укључују вулканске и плутонске стене.
- Седиментна петрологија се фокусира на састав и текстуру седиментних стена (стене попут пешчара, шкриљаца или кречњака које се састоје од комада или честица добијених из других стена или биолошких или хемијских наслага, и обично су повезане у матрицу од финијег материјала).
- Метаморфна петрологија се фокусира на састав и текстуру метаморфних стена (стене као што су аргилошист, мермер, гнајс или шкриљци које су започеле као седиментне или магматске стене, али које су претрпеле хемијске, минералошке или текстурне промене услед екстремних притисака, температуре или обоје)
- Експериментална петрологија користи апарате високог притиска и високе температуре за истраживање геохемије и фазних односа природних или синтетичких материјала при повишеним притисцима и температурама.[15][16] Експерименти су посебно корисни за истраживање стена доње коре и горњег омотача који ретко преживљавају пут до површине у нетакнутом стању. Они су такође један од главних извора информација о потпуно неприступачним стенама као што су оне у доњем омотачу Земље и у омотачу других терестричких планета и Месеца. Радом експерименталних петролога постављена је основа на којој је изграђено савремено схватање магматских и метаморфних процеса.